# Zamia herrerae
Zamia herrerae là một loài thực vật thuộc họ Zamiaceae. Loài này có ở El Salvador, Guatemala, Honduras, và México. Chúng hiện đang bị đe dọa vì mất môi trường sống.